# Ceryerda cursitans
Ceryerda cursitans là một chi đơn loài nhện trong họ Gnaphosidae. Chúng được Eugène Simon mô tả đầu tiên năm 1909, và chỉ tìm thấy ở Australia.